# Hièrocles (veterinari)
Hièrocles  (en llatí Hierocles, en grec Ἱεροκλῆς), fou un veterinari i escriptor grec que va escriure una obra sobre cirurgia veterinària, de la que només es conserven uns fragments que es troben a la col·lecció d'escriptors sobre aquest tema publicada per Joannes Ruellius a París el 1530 i en grec per Simon Grynaeus a Basilea el 1537. Probablement no era veterinari sinó advocat i hauria viscut al segle x. Va dedicar el seu llibre a Cassià Bas. Podria ser el mateix Hièrocles que trobem citat a la Geopònica.